# Tiemnikow
Tiemnikow – miasto w Rosji, w Mordowii, 160 km na północny zachód od Sarańska. W 2009 liczyło 7 328 mieszkańców.
W odległości czterech kilometrów od miasta znajduje się prawosławny Monaster Sanaksarski.